# گروه بیندا
گروه بیندا (انگلیسی: Binda Group) شرکت کالای لوکس ایتالیایی است، که در سال ۱۹۰۶ تأسیس شد.